# Блатник при Чрмошњицах
Блатник при Чрмошњицах (словен. Blatnik pri Črmošnjicah) је насељено место у општини Семич, регија Југоисточна Словенија, Словенија.

## Историја
До територијалне реорганизације у Словенији био је у саставу старе општине Чрномељ.

## Становништво
У попису становништва из 2011. године, Блатник при Чрмошњицах је имао 19 становника.
| Број становника према пописима | Број становника према пописима | Број становника према пописима | Број становника према пописима | Број становника према пописима | Број становника према пописима | Број становника према пописима | Број становника према пописима | Број становника према пописима | Број становника према пописима | Број становника према пописима | Број становника према пописима | Број становника према пописима | Број становника према пописима |
| ------------------------------ | ------------------------------ | ------------------------------ | ------------------------------ | ------------------------------ | ------------------------------ | ------------------------------ | ------------------------------ | ------------------------------ | ------------------------------ | ------------------------------ | ------------------------------ | ------------------------------ | ------------------------------ |
| 1869                           | 1880                           | 1890                           | 1900                           | 1910                           | 1931                           | 1948                           | 1953                           | 1961                           | 1971                           | 1981                           | 1991                           | 2002                           | 2011                           |
| 122                            | 142                            | 136                            | 122                            | 119                            | 89                             | 4                              | 7                              | 17                             | 13                             | 15                             | 10                             | 11                             | 19                             |